# Muscisaxicola
Muscisaxicola (Grondtirannen) is een geslacht van zangvogels uit de familie tirannen (Tyrannidae).

## Soorten
Het geslacht kent de volgende soorten:
- Muscisaxicola albifrons  – Klifgrondtiran
- Muscisaxicola albilora  – Witbrauwgrondtiran
- Muscisaxicola alpinus  – Rotsgrondtiran
- Muscisaxicola capistratus  – Teugelgrondtiran
- Muscisaxicola cinereus  – Grijze grondtiran
- Muscisaxicola flavinucha  – Geelnekgrondtiran
- Muscisaxicola frontalis  – Zwartkruingrondtiran
- Muscisaxicola griseus  – Taczanowski's grondtiran
- Muscisaxicola juninensis  – Punagrondtiran
- Muscisaxicola maclovianus  – Maskergrondtiran
- Muscisaxicola maculirostris  – Leeuwerikgrondtiran
- Muscisaxicola rufivertex  – Roodnekgrondtiran